# Grand prix de littérature du Conseil nordique
Le grand prix de littérature du Conseil nordique est un prix littéraire fondé en 1961 par le Conseil nordique. Attribué chaque année depuis 1962, il récompense une œuvre de fiction écrite dans l'une des langues nordiques.

## Présentation
Dans chacun des cinq États membres du Conseil (Danemark, Finlande, Islande, Norvège, Suède), un jury nomme deux œuvres. Peuvent être en plus nommées des œuvres en groenlandais, en féroïen et en same. 
Le lauréat est désigné par un jury de dix membres (deux par pays), nommés pour quatre ans par le Conseil nordique des ministres, auxquels peuvent s'ajouter, par cooptation, des représentants des Groenlandais, des Féroïens et des Sames, si une œuvre dans leur langue a été nommée.
Le prix est attribué en début d'année et remis à l'automne. Il est doté de 350 000 couronnes danoises (environ 47 000 euros).

## Lauréats
| Année | Lauréat                           | Œuvre                                                                          | État / territoire |
| ----- | --------------------------------- | ------------------------------------------------------------------------------ | ----------------- |
| 2023  | Joanna Rubin Dranger              | Ihågkom oss till liv                                                           | Suède             |
| 2022  | Solvej Balle                      | Om udregning af rumfang I, II og III                                           | Danemark          |
| 2021  | Niviaq Korneliussen               | Naasuliardarpi?                                                                | Groenland         |
| 2020  | Monika Fagerholm                  | Vem dödade Bambi?                                                              | Finlande          |
| 2019  | Jonas Eika                        | Efter Solen                                                                    | Danemark          |
| 2018  | Auður Ava Ólafsdóttir             | Ör                                                                             | Islande           |
| 2017  | Kirsten Thorup                    | Erindring om kærligheden                                                       | Danemark          |
| 2016  | Katarina Frostenson               | Sånger og formler                                                              | Suède             |
| 2015  | Jon Fosse                         | Andvake, Olavs draumar, Kveldsvævd                                             | Norvège           |
| 2014  | Kjell Westö                       | Mirage 1938 [« Hägring 38 »]                                                   | Finlande          |
| 2013  | Kim Leine                         | Les prophètes du fjord de l'Éternité [« Profeterne i Evighedsfjorden »]        | Danemark          |
| 2012  | Merethe Lindstrøm                 | Dager i stillhetens historie                                                   | Norvège           |
| 2011  | Gyrðir Elíasson                   | Entre les arbres [« Milli trjánna »]                                           | Islande           |
| 2010  | Sofi Oksanen                      | Purge [« Puhdistus »]                                                          | Finlande          |
| 2009  | Per Petterson                     | Maudit soit le fleuve du temps [« Jeg forbanner tidens elv »]                  | Norvège           |
| 2008  | Naja Marie Aidt                   | Bavian                                                                         | Danemark          |
| 2007  | Sara Stridsberg                   | La Faculté des rêves [« Drömfakulteten »]                                      | Suède             |
| 2006  | Göran Sonnevi                     | Oceanen                                                                        | Suède             |
| 2005  | Sjón                              | Le Moindre des mondes [« Skugga-Baldur »]                                      | Islande           |
| 2004  | Kari Hotakainen                   | Rue de la Tranchée [« Juoksuhaudantie »]                                       | Finlande          |
| 2003  | Eva Ström                         | Revbensstäderna                                                                | Suède             |
| 2002  | Lars Saabye Christensen           | Le demi-frère [« Halvbroren »]                                                 | Norvège           |
| 2001  | Jan Kjærstad                      | Oppdageren                                                                     | Norvège           |
| 2000  | Henrik Nordbrandt                 | Ponts des rêves [« Drømmebroer »]                                              | Danemark          |
| 1999  | Pia Tafdrup                       | Dronningeporten                                                                | Danemark          |
| 1998  | Tua Forsström                     | Efter att ha tillbringat en natt bland hästar                                  | Finlande          |
| 1997  | Dorrit Willumsen                  | Bang. En roman om Herman Bang                                                  | Danemark          |
| 1996  | Øystein Lønn                      | Hva skal vi gjøre i dag og andre noveller                                      | Norvège           |
| 1995  | Einar Már Guðmundsson             | Les Anges de l'univers [« Englar alheimsins »]                                 | Islande           |
| 1994  | Kerstin Ekman                     | Crimes au bord de l'eau [« Händelser vid vatten »]                             | Suède             |
| 1993  | Peer Hultberg                     | Byen og Verden                                                                 | Danemark          |
| 1992  | Fríða Á. Sigurðardóttir           | Meðan nóttin liður                                                             | Islande           |
| 1991  | Nils-Aslak Valkeapää              | Beaivi, áhcázan                                                                | Laponie           |
| 1990  | Tomas Tranströmer                 | För levande och döda                                                           | Suède             |
| 1989  | Dag Solstad                       | Roman 1987                                                                     | Norvège           |
| 1988  | Thor Vilhjálmsson                 | La mousse grise brûle [« Grámosinn Glóir »]                                    | Islande           |
| 1987  | Herbjørg Wassmo                   | Ciel cruel [« Hudløs himmel »]                                                 | Norvège           |
| 1986  | Rói Patursson                     | Likasum                                                                        | Îles Féroé        |
| 1985  | Antti Tuuri                       | Un jour en Ostrobotnie [« Pohjanmaa »]                                         | Finlande          |
| 1984  | Göran Tunström                    | L'Oratorio de Noël [« Juloratoriet »]                                          | Suède             |
| 1983  | Peter Seeberg                     | Om fjorten dage                                                                | Danemark          |
| 1982  | Sven Delblanc                     | Samuels bok                                                                    | Suède             |
| 1981  | Snorri Hjartarson                 | Hauströkkrið yfir mér                                                          | Islande           |
| 1980  | Sara Lidman                       | Vredens barn                                                                   | Suède             |
| 1979  | Ivar Lo-Johansson                 | Pubertet                                                                       | Suède             |
| 1978  | Kjartan Fløgstad                  | Le Chemin de l'Eldorado [« Dalen Portland »]                                   | Norvège           |
| 1977  | Bo Carpelan                       | Dans les pièces obscures, dans les claires [« I de mörka rummen, i de ljusa »] | Finlande          |
| 1976  | Ólafur Jóhann Sigurðsson          | Að laufferjum og Að brunnum                                                    | Islande           |
| 1975  | Hannu Salama                      | Siinä näkijä missä tekijä                                                      | Finlande          |
| 1974  | Villy Sørensen                    | Uden mål - og med                                                              | Danemark          |
| 1973  | Veijo Meri                        | Kersantin poika                                                                | Finlande          |
| 1972  | Karl Vennberg                     | Sju ord på tunnelbanan                                                         | Suède             |
| 1971  | Thorkild Hansen                   | La Côte des esclaves [« Slavernes øer »]                                       | Danemark          |
| 1970  | Klaus Rifbjerg                    | Anna, moi, Anna [« Anna, jeg, Anna »]                                          | Danemark          |
| 1969  | Per Olov Enquist                  | L'Extradition des Baltes [« Legionärerna »]                                    | Suède             |
| 1968  | Per Olof Sundman                  | Le Voyage de l'ingénieur Andrée [« Ingenjör Andrées luftfärd »]                | Suède             |
| 1967  | Johan Borgen                      | Nye noveller                                                                   | Norvège           |
| 1966  | Gunnar Ekelöf                     | Dīwān sur le prince d'Emgion [« Diwán över Fursten av Emgión »]                | Suède             |
| 1965  | William Heinesen Olof Lagercrantz | Det gode Håb Från Helvetet till Paradiset                                      | Îles Féroé Suède  |
| 1964  | Tarjei Vesaas                     | Palais de glace [« Is-slottet »]                                               | Norvège           |
| 1963  | Väinö Linna                       | Ici, sous l'Étoile polaire ["Täällä Pohjantähden alla 3"]                      | Finlande          |
| 1962  | Eyvind Johnson                    | Le Temps de Sa grâce [« Hans nådes tid »]                                      | Suède             |